# Józef Lewoniewski

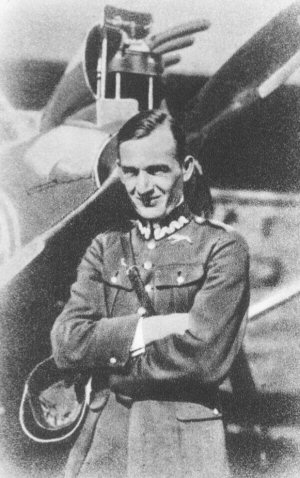
Józef Lewoniewski.

Józef Lewoniewski (San Petersburgo, 1899 - cercanías de Kazán, 11 de septiembre de 1933) fue un aviador deportivo y piloto de guerra polaco. Era hermano del aviador soviético Sigizmund Levanevsky.
Nacido en Rusia de padres polacos, regresando en 1919 a la Polonia independiente para inscribirse en el Ejército, desempeñándose en la caballería, durante la Guerra Polaco-Soviética. En 1923 fue voluntario de la Fuerza Aérea, completando su entrenamiento aeronáutico en Bydgoszcz y luego en Francia. Sirvió como piloto de guerra con el rango de "Capitán de Vuelo" (kapitan pilot).
Lewoniewski también fue un activo deportista aeronáutico. En 1930 participó en el Campeonato Internacional de Turismo, piloteando un aeroplano PWS-51, pero tuvo que retirarse debido a problemas en la aeronave. El 15 de agosto de 1931 voló un avión PWS-52 alrededor de Polonia en un vuelo sin escalas por 12 horas y 35 minutos, cubriendo 1.755 km. Con ese mismo avión, el 1 de septiembre de 1931 cubrió ida y vuelta la ruta Varsovia-Tesalónica (2.700 km). Tuvo la idea de pilotear alrededor del mundo en una aeronave PWS-52, pero tuvo que abandonarla debido a falta de financiamiento. Desde marzo de 1933 trabajó en el Instituto de Investigación Técnica de la Aviación en Varsovia, como piloto de pruebas.
El 11 de septiembre de 1933, Józef Lewoniewski y el coronel Czesław Filipowicz intentaron romper el récord mundial en distancia de vuelo en aviones de categoría turismo, cubriendo la ruta entre Varsovia y Krasnoyarsk, piloteando un aeroplano PZL.19 modificado. Tras ocho horas y media, la aeronave hizo una barrena debido a turbulencias, perdiendo el control y estrellándose cerca de la ciudad de Kazán. Lewoniewski resultó muerto, mientras que Filipowicz sufrió solo heridas leves.